# Robert Jarvik
Robert Koffler Jarvik (* 11. Mai 1946 in Midland, Michigan; † 26. Mai 2025 in New York City) war ein US-amerikanischer Medizintechniker und Erfinder. Er entwarf das erste künstliche Herz, das einem Menschen permanent implantiert wurde (Jarvik-7).
Jarvik war ein Neffe von Murray Jarvik, dem Erfinder des Nikotinpflasters. Verheiratet war er mit der Kolumnistin und Autorin Marilyn vos Savant, die lange als intelligentester Mensch der Welt galt. Gemeinsam lebten sie in New York. Jarvik starb im Alter von 79 Jahren an Komplikationen, die durch seine Parkinson-Krankheit verursacht wurden. Er hatte einen h-Index von 28 (Stand 2025).
Der in Michigan geborene Robert Jarvik wuchs in Connecticut im Ort Stamford auf, wo sein Vater als Hausarzt tätig war. Er zeigte bereits in der Jugend ein Interesse an Tüftelei. 1964 begann er an der Syracuse University zunächst Architektur zu studieren. Er änderte seine Studien aber, nachdem sein Vater ein Aneurysma an der Aorta überlebt hatte. Sein Studium an dieser Universität schloss er 1968 mit einem Abschluss in Zoologie ab. Er studierte für zwei Jahre Medizin an der Universität Bologna und erlangte einen Abschluss an der New York University. 1971 ging er an die University of Utah, wo er 1976 sein Medizinstudium erfolgreich abschloss. Statt auch die Ausbildung zum Arzt zu absolvieren, wandte er sich unter der Leitung von Willem Kolff der Entwicklung künstlicher Herzen zu.